# Colômbia nos Jogos Olímpicos de Verão de 1948
A Colômbia competiu nos Jogos Olímpicos de Verão de 1948 em Londres, Inglaterra.